# Balkanostenasellus skopljensis
Balkanostenasellus skopljensis là một loài chân đều trong họ Stenasellidae. Loài này được Karaman miêu tả khoa học năm 1937.